# ポルシェデザイン
ポルシェデザイン（Porsche Design ）は、
1. ドイツ、ルートヴィヒスブルクにあるポルシェSE傘下のデザインメーカー「ポルシェ・ライフスタイル・グループ」（旧称：ポルシェデザイン・グループ）の通称
2. 1の傘下にある「スタジオ・F.A.ポルシェ」（旧称：ポルシェデザイン・スタジオ）の通称
3. 2がかつて展開し、現在は独立しているファッションブランド

である。本項ではこれらすべてについて記述する。

## 概要

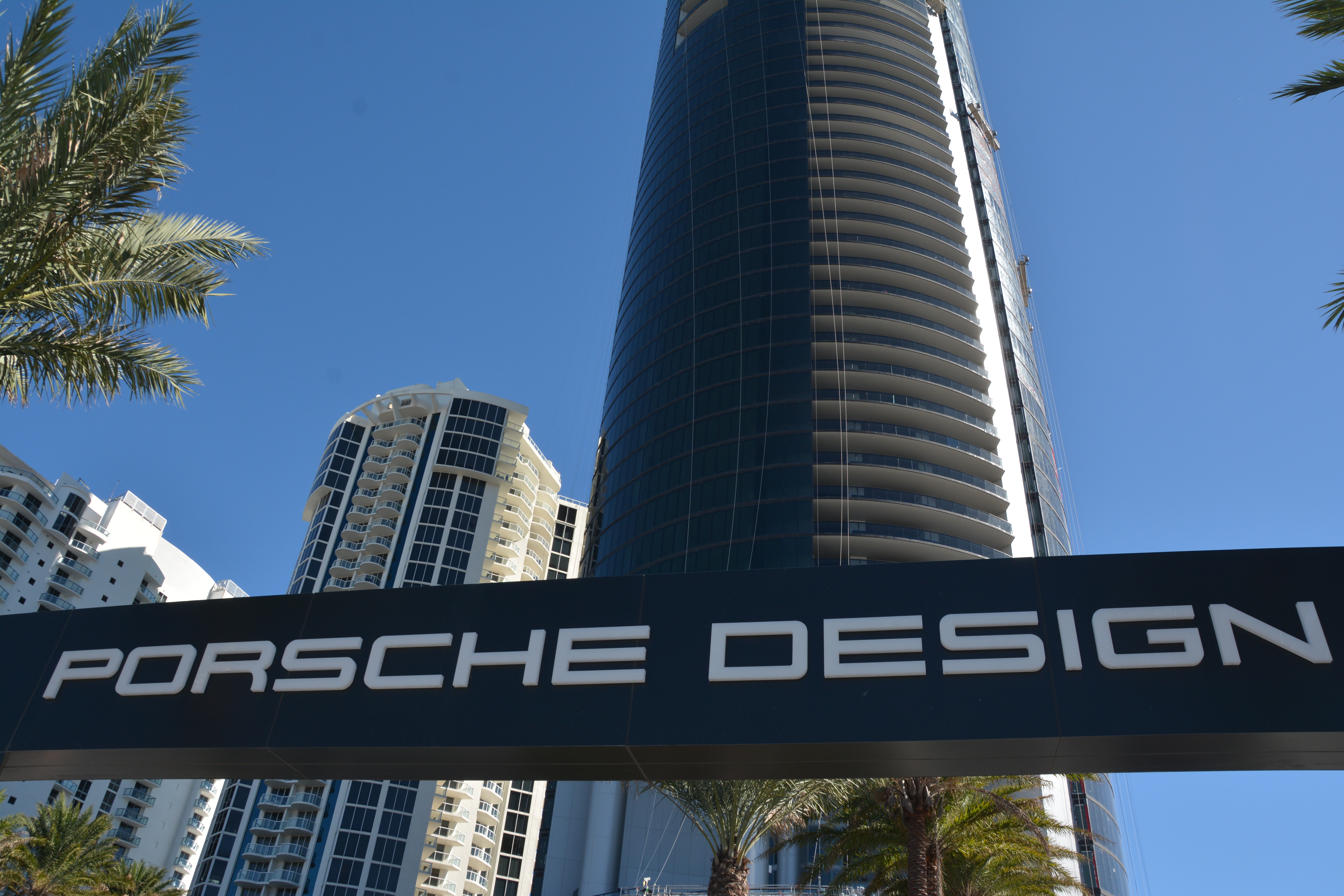
ポルシェデザイン・タワー（フロリダ州マイアミ）

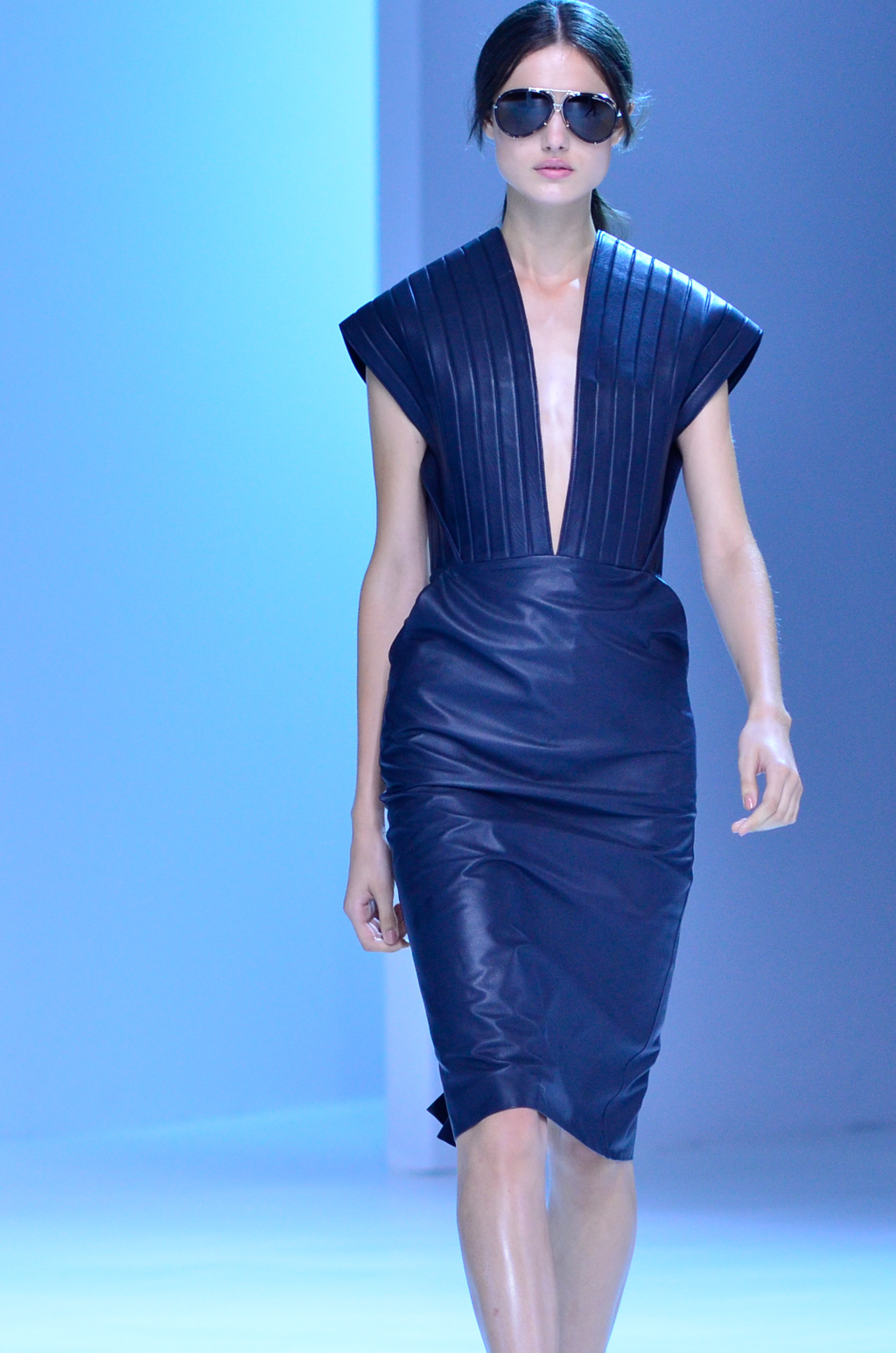
ブランカ・パディーヤによるポルシェデザインのランウェイ

フェルディナント・ポルシェの孫で、ポルシェ・911のデザインにも携わったフェルディナント・アレクサンダー・ポルシェ（通称F.A.ポルシェ）が、1972年に自動車メーカーポルシェAGから独立し、ドイツ・シュトゥットガルトに創設したデザイン事務所をその起源とする。2003年に、F.A.ポルシェによるデザイン事務所と、ポルシェオフィシャルグッズデザイン部門が統合され、「ポルシェデザイン・グループ」（現ポルシェ・ライフスタイル・グループ）が設立された。
「ポルシェデザイン」の名称を冠した衣服、アクセサリー、カバン、時計、サングラス、自動車用品、文具、小物などを世界各国にて販売しているほか、船舶やキッチン、ビルディングなどもプロデュースしている。

## 沿革

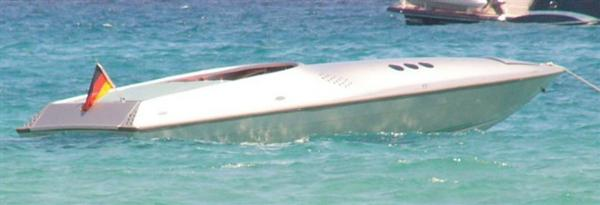
ヨット

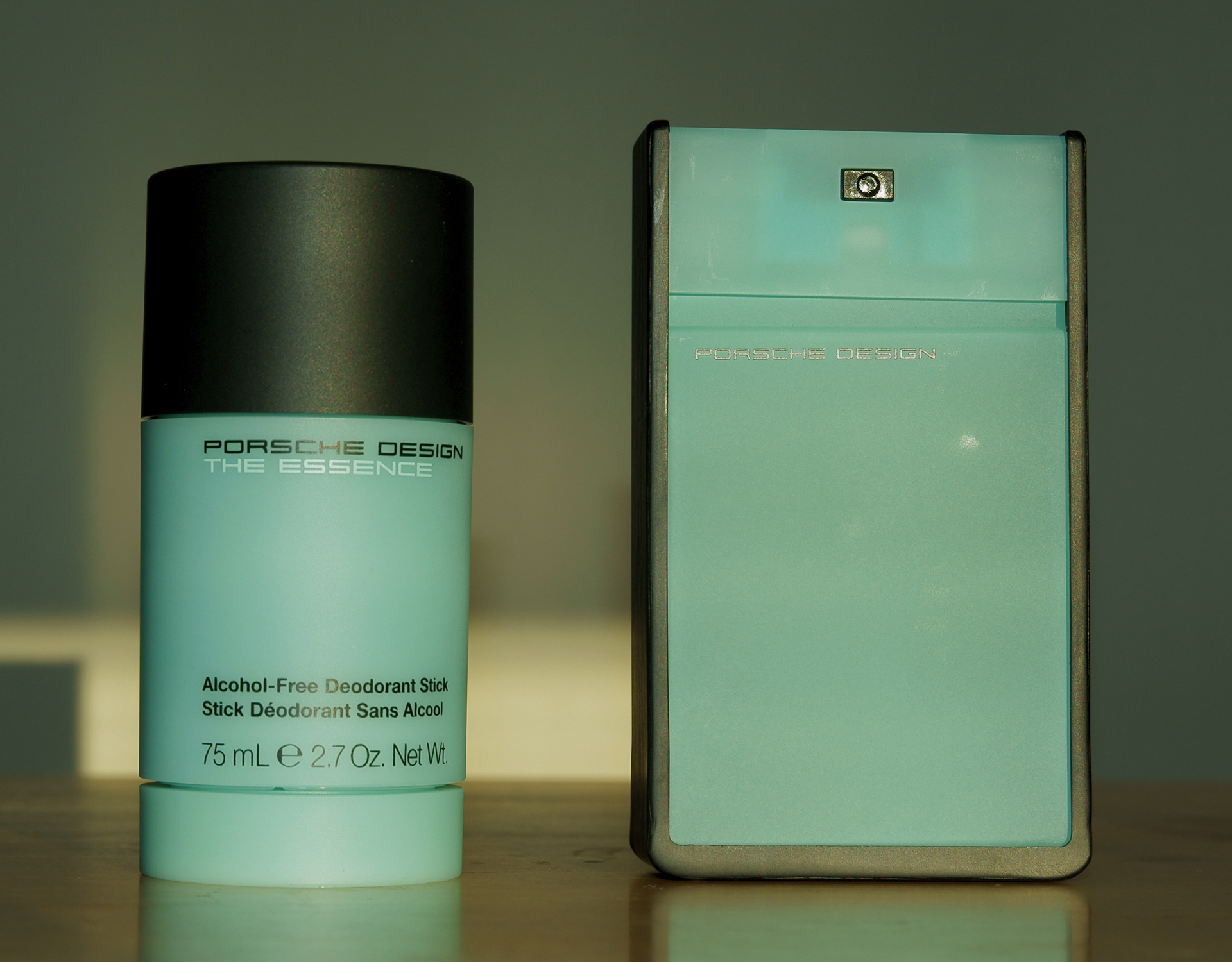
デオドラント（左）とオードトワレ（右）

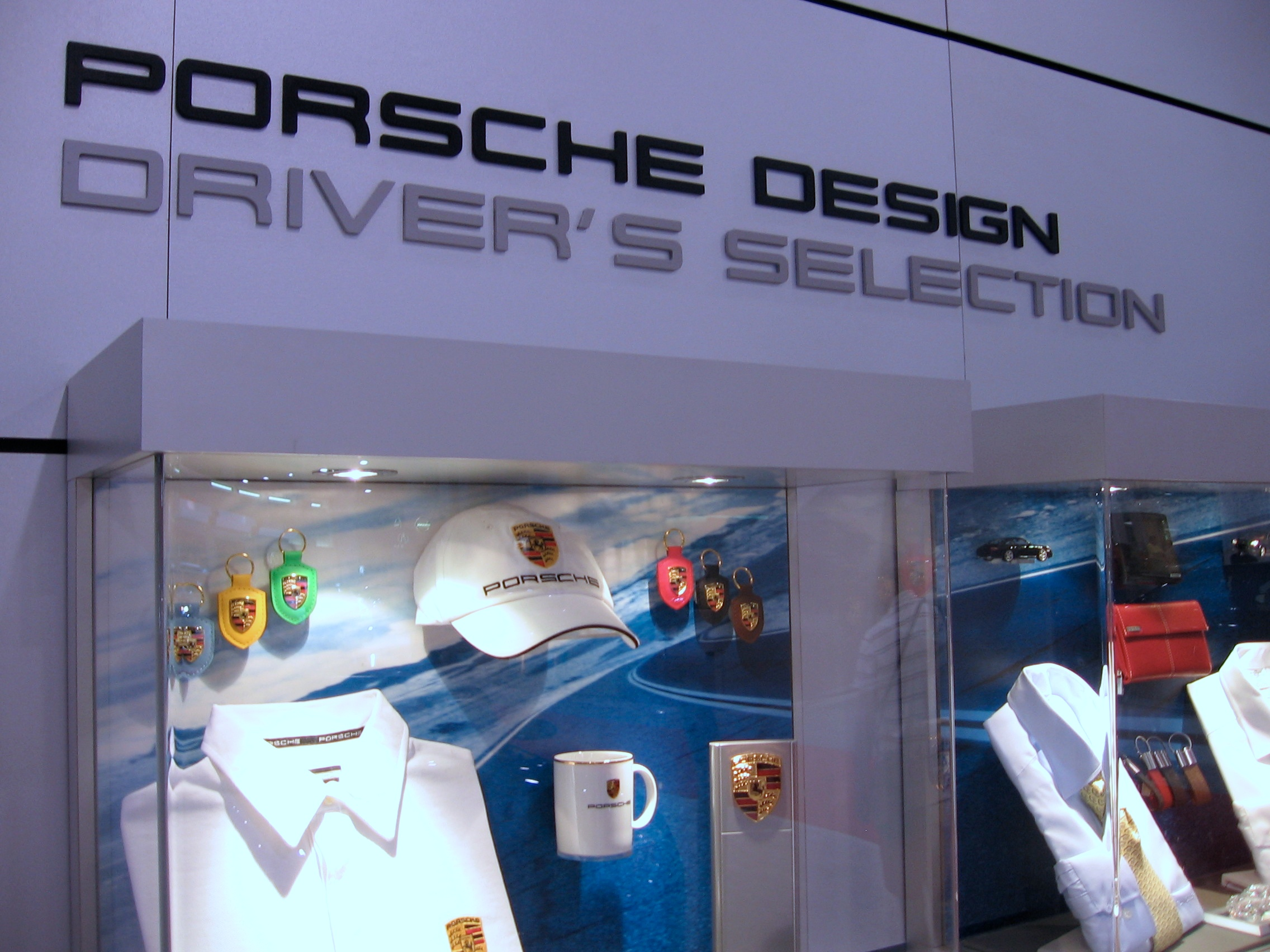
ポルシェドライバーズセレクション

創業者のフェルディナント・アレクサンダー・ポルシェことF.A.ポルシェは、1960年代からポルシェのデザイン・ディレクターを務め、ポルシェ・911のデザインを手がけた。この他にも様々なレーシングマシーンが彼のペンによってデザインされていった。その傍ら、父親のフェリー・ポルシェが会社を株式会社に変更しようとしていたため、これを機にF.A.ポルシェはポルシェ社を離れ、1972年に独立した。専門であるデザインを手がけることに変わりはなく、事務所「ポルシェデザイン・スタジオ」（Porsche Design Studio）の最初の依頼は、古巣ポルシェからのクロノグラフのデザインであった。ポルシェAGでの功労者および特定のクライアントに贈呈される時計のため、オリジナリティかつ高級感溢れるデザインが求められた。スイスの時計メーカーオルフィナ社との提携により仕上がった “Chronograph I” は、史上初の外装と文字盤が黒で統一されたクロノグラフであった。クローム・メッキ仕上げではなく、マット・ブラック・フィニッシュとなっており、レーシングカーや航空機では窓からの光の反射を抑えるため黒主体のコックピットにメーターパネルが装着されていることを意識してデザインされたもので、ポルシェ・911の装飾パネルや窓枠を彷彿とさせた。
1974年、F.A.ポルシェはドイツ・シュトゥットガルトからオーストリアのツェル・アム・ゼーに事務所を移転した。次の数十年で、時計、メガネ、筆記具などの多数の古典的なメンズアクセサリーが作成され、「ポルシェデザイン」（Porsche Design）ブランドで世界中で販売されるようになった。一方で、工業製品、家電製品の類は「Design by F.A. Porsche」のブランドでデザインされた。
1978年、ポルシェデザインはスイスの有名な時計メーカーであるIWCとの提携を開始した。
同時期、ポルシェAGは1950年代から自動車関連のアクセサリーを生産しており、ラゲージシリーズ、財布、Tシャツ、カレンダー、モデルカー、ボタンなどが「ポルシェブティック」で提供されていた。1994年、ポルシェAGのマーチャンダイジング部門はこれらのデザインに「ポルシェ・セレクション」（Porsche Selection）というブランドを与えた。
1997年、ポルシェデザインとIWCのコラボレーションは「クォーツ危機」により難しい局面を迎え、関係を解消した。次世代のポルシェデザインウォッチを誰が製造するかという疑問に対する答えとして、ポルシェ一族はスイスの時計メーカーでグレンシェンに拠点を置く1856年創業のエテルナを買収した。
2003年11月、「ポルシェデザイン」「Design by F.A.Porsche」「ポルシェセレクション」という3つのブランドを個別に展開していた5つの独立した会社組織の統合により、ポルシェデザイン・グループ（正式名称・Porsche Lizenz und Handelsgesellschaft mbH & Co.KG ）が設立された。この新会社はドイツのビーティッヒハイム＝ビッシンゲンに置かれ、ポルシェAGが統括する。
2004年、F.A.ポルシェの現役引退が発表されると、ファミリー以外の手にデザイン・スタジオが渡ることを恐れたポルシェAGは、デザイン・スタジオの株式の3分の2を買い取って子会社とした。さらに、「ポルシェセレクション」は「ポルシェ・ドライバーズ・セレクション」（Porsche Driver’s Selection）にブランド名が変更される。
F.A.ポルシェが逝去した2012年は、エテルナとの関係が解消された年でもあり、ポルシェ一族はエテルナを中国のハイダングループ（2014年にシティチャンプ・ウォッチ＆ジュエリーグループに改称）に売却した。ここが時計メーカーとしてのポルシェデザインの分岐点であり、42年間にわたってパートナーのライセンス生産を続けたポルシェデザインは、垂直統合型の高級時計メーカーになるという目標を掲げた。時計のデザインはオーストリアのツェル・アム・ゼーで行い、製造はスイス・ジュラ山脈の麓にあるゾロトゥルンで行うという、ふたつの国際的なアプローチを採用し、、「ポルシェデザイン・タイムピースAG」（Porsche Design Timepieces AG）と名付けられた時計工房がスイス・ジュラに発足した。
2014年、ポルシェデザイン・グループは本社をビーティッヒハイム＝ビッシンゲンからルートヴィヒスブルクに移転した。
2015年、「ポルシェデザイン・スタジオ」は、創設者フェルディナンド・アレクサンダー・ポルシェを偲んで、その名称を「スタジオ・F.A.ポルシェ」（Studio F.A.Porsche）に変更した。これにより、ファッションブランドを展開する「ポルシェデザイン」とは明確に区別され、「スタジオ・F.A.ポルシェ」は工業製品のプロダクトデザインを専門的に手掛けるブランドとして位置付けられた。
2017年、ポルシェSEは、すでにその65%を所有していたポルシェデザイン・グループの残りの35%の株式もポルシェ系列の投資信託会社から取得し、完全子会社とした。
2022年、「ポルシェデザイン・グループ」が「ポルシェ・ライフスタイル・グループ」（Porsche Lifestyle GmbH&Co.KG）に名称が変更され、「ポルシェ・ドライバーズ・セレクション」は「ポルシェ・ライフスタイル」（Porsche Lifstyle）にブランド名が変更された。

## デザインの特徴

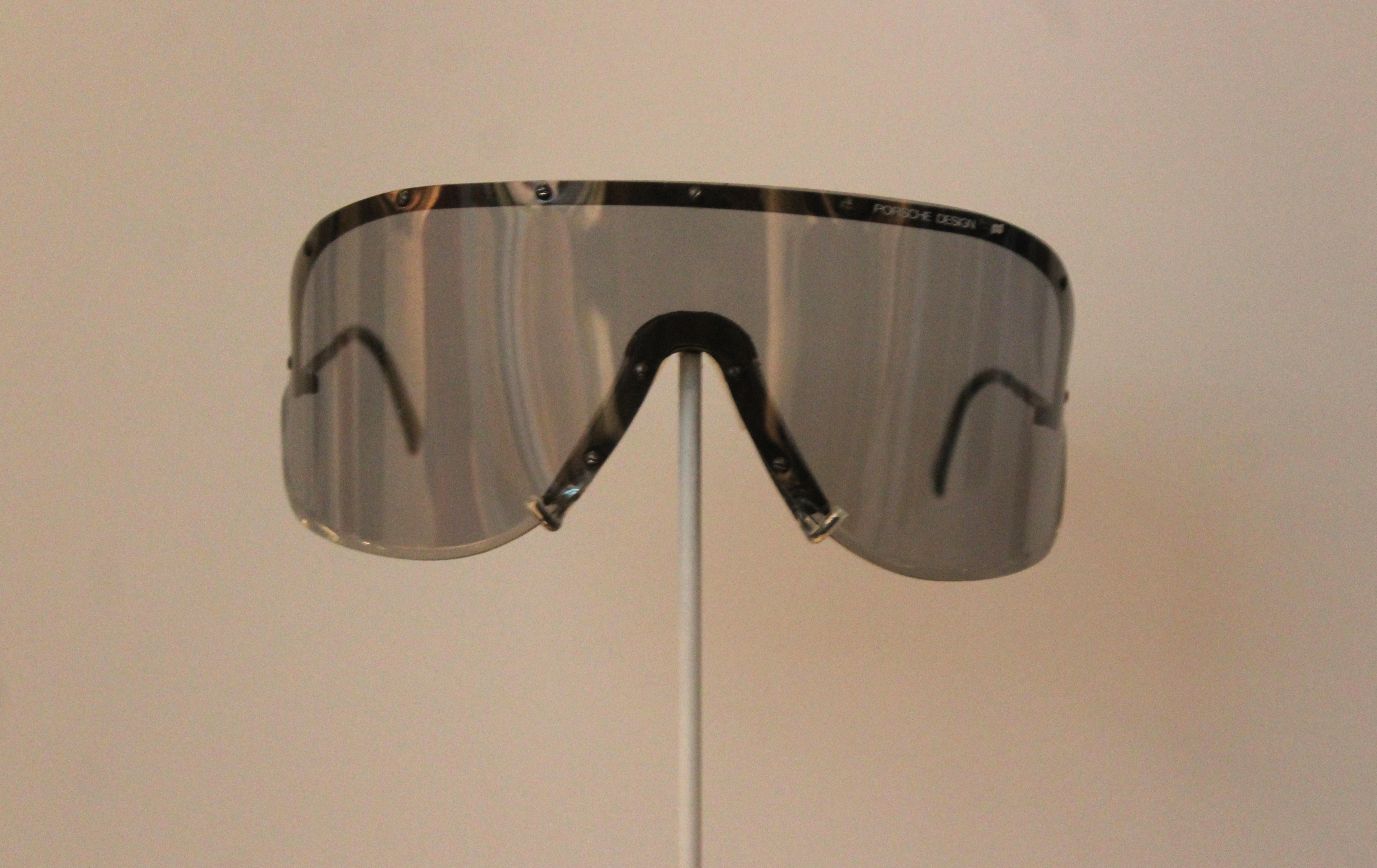
1980年代のオノ・ヨーコのアイコン、ポルシェデザインP’8479

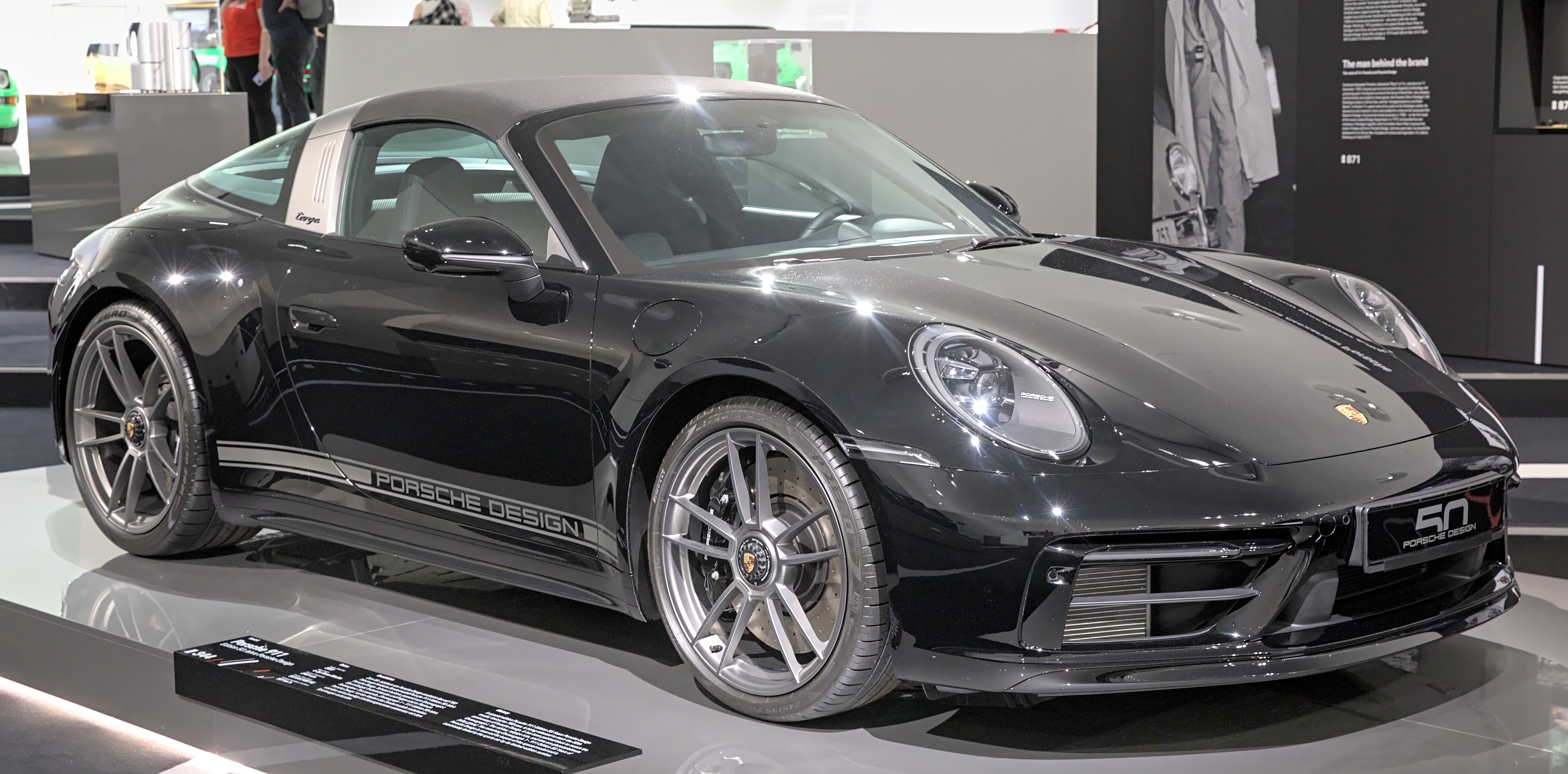
ポルシェ・911（992型）ポルシェデザイン創立50周年記念モデル

F.A.ポルシェは、モダニズムの源流であるバウハウスの継承を目指したウルム造形大学でデザインの薫陶を受けたこともあり、作品の特徴として、合理性や明快さ、他にも派手な色使いで質をごまかすことをせずに黒色の単色を好んだ。彼は「デザインは機能的でなければならず、機能性は視覚的に美しい形を取らなければならない。説明しないとわからないような冗談は不要だ」との言葉を残しており、ポルシェ911のデザイナーとしての彼のビジョンは、スポーツカーメーカー「ポルシェスピリッツ」を、自動車という枠を超えたところへと導くことにあった。黒の基調色、高い質感、シンプルで力強いライン、そしてブランドと一体となる高級なイメージを与えている。

## グループ展開
- - ポルシェ・ライフスタイル・グループ
    - ポルシェデザイン - ファッションブランドを展開
      - ポルシェデザイン・タイムピース - 腕時計ブランドを展開

    - ポルシェ・ライフスタイル - ファッション製品や腕時計含むポルシェAG公式グッズを展開
    - スタジオ・F.A.ポルシェ - 工業製品のプロダクトデザインを展開